# Zajta
Zajta (arab. ‏زيْتا‎) – nieistniejąca już palestyńska wieś, która była położona w Dystrykcie Hebronu w Mandacie Palestyny. Wieś została wyludniona i zniszczona podczas I wojny izraelsko-arabskiej, po ataku Sił Obronnych Izraela w dniu 17 lipca 1948.

## Położenie
Zajta leżała na pograniczu Szefeli z górami Judei. Według danych z 1945 do wsi należały ziemie o powierzchni 10 490 ha. We wsi mieszkało wówczas 330 osób.
| własność gruntów | powierzchnia gruntów (hektary) |
| ---------------- | ------------------------------ |
| Arabowie         | 3127                           |
| Żydzi            | 1273                           |
| publiczne        | 6090                           |
| Razem            | 10 490                         |

| Rodzaj użytkowanych gruntów | Arabowie (hektary) | Żydzi (hektary) |
| --------------------------- | ------------------ | --------------- |
| uprawy zbóż                 | 8899               | 1251            |
| nieużytki                   | 286                | 22              |
| zabudowane                  | 32                 | 0               |

## Historia
W 1596 Zajta była niewielką wsią o populacji liczącej 156 osób. Mieszkańcy utrzymywali się z upraw pszenicy, jęczmienia, sezamu, winnic i owoców, oraz hodowli kóz i produkcji miodu.
W okresie panowania Brytyjczyków Zajta rozwijała się jako niewielka wieś.
Podczas I wojny izraelsko-arabskiej w dniu 17 lipca 1948 Siły Obronne Izraela zajęły wieś Zajta. Wysiedlono wówczas jej mieszkańców, a wszystkie domy wyburzono

## Miejsce obecnie
Rejon wioski pozostaje opuszczony, a ziemie uprawne zajął kibuc Galon.

Palestyński historyk Walid Chalidi tak opisał pozostałości wioski Zajta:

Nie ma żadnych śladów domów, jedynie po lewej stronie pozostały ślady muru.